# Westinghouse J46
Pour les articles homonymes, voir J46.
Le Westinghouse J46 était un turboréacteur à postcombustion américain qui fut développé par Westinghouse Aviation Gas Turbine Division (en) pour propulser de nombreux avions de la marine militaire américaine dans les années 1950. Il devait servir de groupe propulseur à l'avion F3D-3 Skyknight (version avec les ailes en flèche), qui fut finalement abandonné. Il équipa également les F2Y Sea Dart et F7U Cutlass, ainsi que la Wingfoot Express (en), un véhicule de records qui parvint à atteindre 665 km/h et battit ainsi le record de vitesse terrestre le 2 octobre 1964.

## Conception et développement
Le J46 fut conçu comme une version plus grosse et plus puissante du J34, un autre moteur de la compagnie qui ne représentait que 50 % de sa taille. Le numéro de type attribué par Westinghouse était une continuation de la série des X24C du J34. Le numéro assigné fut X24C10, même si en fait le J46 était différent du « petit » J34 sur de nombreux points. Il était également considéré comme un développement à moindre risques, comparé au J40, alors également en développement en parallèle à celui-ci. Toutefois le programme de développement du J46 dut faire face à de nombreux problèmes importants, parmi lesquels une instabilité dans la chambre de combustion et des problèmes de contrôle à haute altitude.
Le moteur comprenait un compresseur axial à douze étages qui était entraîné par une turbine à deux étages via un arbre unique (conception monocorps). Les premiers exemplaires de développement étaient également dotés d'une postcombustion associée à un système simple en forme de paupière, qui était actionné par un arbre qui courait sur une longueur équivalente à celle du moteur entier. Au moment d'entrer en production, le dessin de la tuyère fut remplacé par un autre comprenant des pétales et en forme d'iris, qui était actionné par des biellettes attachées à un anneau entourant le canal de postcombustion. Lorsque les biellettes étaient tirées ou poussées, cela faisait avancer ou reculer l'anneau, qui agissait ensuite sur l'ouverture des pétales de la tuyère. Ce système est toujours utilisé sur une grande majorité des réacteurs à hautes performances actuels.

## Versions
- J46-WE-3 : 18,15 kN de poussée[5] ;
- J46-WE-4 : 20,02 kN de poussée[5] ;

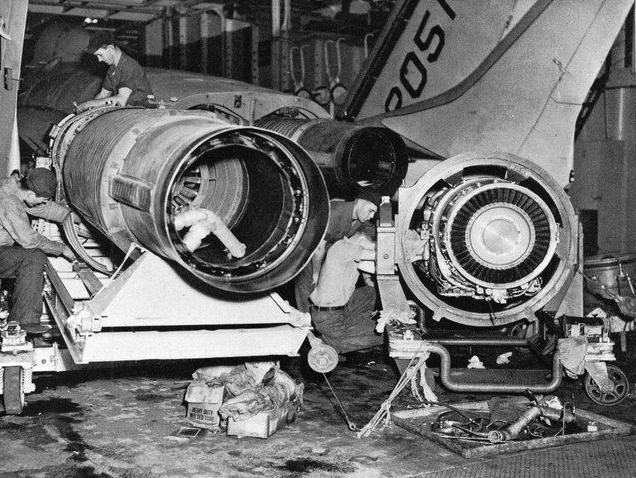
Maintenance en cours sur le J46 d'un F7U Cutlass à bord de l'USS Hancock (CV-19), en 1957.

- J46-WE-8 : Cette version propulsait le F7U Cutlass et produisait 21,40 kN de poussée à sec. Le F7U-3 fut remotorisé avec deux J46-WE-8B, lui procurant ainsi une vitesse maximale de 1 095 km/h[6]. Cette version a également équipé le Harvey Hustler, un « speed boat » conçu pour dépasser les 443 km/h[7] ;
- J46-WE-8A : 20,46 kN de poussée à sec, 27,13 kN avec la postcombustion[5] ;
- J46-WE-12 : Cette version propulsait l'hydravion à skis F2Y Sea Dart. Essentiellement identique au J46-WE-8 et -8B, elle était équipée d'un système de diffusion d'eau douce qui évacuait les dépôts salés du moteur avant le décollage[8] ;
- J46-WE-18 : Cette version aurait produit une poussé plus importante, de 27,10 kN à sec, pour l'hypothétique avion d'attaque A2U, une version d'attaque du Cutlass. Le moteur fut abandonné en même temps que l'avion qu'il aurait dû équiper[8].

## Exemplaires préservés
- Au Carolinas Aviation Museum (en), sur le terrain de l'aéroport international Charlotte-Douglas à Charlotte, en Caroline du Nord (États-Unis), la collection de moteurs dispose de quatre exemplaires en stock. Trois de ces moteurs viennent de Floride ;
- Un J46-WE-8 en coupe est visible à l'exposition « Wings over the Rockies », sur l'ancienne base aérienne de Lowry (Lowry AFB) à Denver, Colorado (États-Unis) (photo de l'infobox) ;
- La collection de moteurs « Project Cutlass », à Phoenix, en Arizona, dispose de trois moteurs en état de marche.